# Здоров, Семён Филиппович
Семён Филиппович Здо́ров (1910—1980) — советский геолог.

## Биография
Родился 7 (20 декабря) 1910 года в станице Ахметка (ныне Ахметовская, Лабинский район, Краснодарский край).
Окончил Бакинский нефтяной институт имени М. Азизбекова (1936), инженер-геолог по разведке и разработке нефтяных и газовых месторождений.
В 1940 году по распоряжению Наркомата нефтяной промышленности СССР направлен на работу в Ухту.
- 1940—1941 — старший геолог геологоразведочного отдела Ухтижмлага НКВД
- 1941—1948 — заместитель начальника — главный геолог «Нефтешахтстроя» (НШ № 1).
- 1948—1950 — руководитель спецотделения по поиску урановых руд в экспедиции Геологоразведочной конторы Ухткомбината.
- 1950—1958 — заместитель главного геолога и начальник геологоразведочного отдела Ухткомбината.
- 1958—1960 — начальник Центральной научно-исследовательской лаборатории Ухткомбината.
- 1960—1973 — заместитель начальника — главный геолог Ухткомбината.

Участник открытия  месторождений нефти и газа: Верхнеомринское, Нижнеомринское. Джебольское, Джъерское, Пашнинское, Западно-Тэбукское, Войвожское. Курьинское, Ярегское титановое месторождение.

## Награды и премии
- Сталинская премия второй степени (1947) — за разработку и внедрение шахтного способа добычи нефти в условиях Ухты
- Орден «Знак Почёта» (1944)
- Медаль «За трудовое отличие» (1967)
- Медаль «За победу над Германией в Великой Отечественной войне 1941—1945 гг.» (1945)
- Заслуженный деятель науки и техники Коми АССР (1954)
- Почётный нефтяник СССР